# Богданово (Белёвский район)
Богданово — деревня в Белёвском районе Тульской области России. Население - 198 человек (2021). 
В рамках административно-территориального устройства является центром Богдановского сельского округа Белёвского района, в рамках организации местного самоуправления включается в сельское поселение Правобережное.

## География
Расположена в 88 км к юго-западу от Тулы и в 20 км к востоку от райцентра, города Белёва.

## Население
| 2002 | 2010 |
| ---- | ---- |
| 252  | ↘191 |